# Francesco del Cossa
Francesco del Cossa (kolem 1436 Ferrara – kolem 1477 Bologna) byl italský renesanční malíř patřící k ferrarské škole a zároveň je jedním ze zakladatelů bolognské školy.

## Životopis
Francesco del Cossa pocházel ze šlechtické rodiny. O jeho raných dílech toho není mnoho známo. Umělecké působení v rodném městě je doloženo od roku 1456, kdy byl asistentem svého otce, Cristofana del Cossa, který tehdy pracoval na sochách oltáře v kapli biskupského paláce ve Ferraře. Jeho raná tvorba bývá nejčastěji připomínána pro jeho fresky. Společně s Cosimem Turou v paláci Palazzo Schifanoia vytvořili řadu komplikovaných alegorií na motivy zvěrokruhu a jednotlivých měsíců v roce. Fresky byly jen částečně obnoveny ve 20. století a existují tři, které jsou Francescu del Cossa připisovány. Poté, co mu ferrarský vévoda Borso odmítl vyplatit celou sjednanou částku za alegorická zobrazení měsíců roku, odešel malíř roku 1470 z Ferrary do Boloně, kde se jeho mecenáši stala významná boloňská rodina Bentivogliů. Pod jejich patronací získal v Boloni mnoho zakázek. Studoval zde zejména díla Andrey Mantegny a sochaře Donatella. Namaloval zde svá dvě mistrovská díla: Panna a dítě se dvěma svatými a portrét Alberto de Cataneia z roku 1474, dále fresku Madona del Baracano, představující Pannu a dítě s portréty Giovanniho Bentivoglia a Maria Vinziguerra z roku 1472.

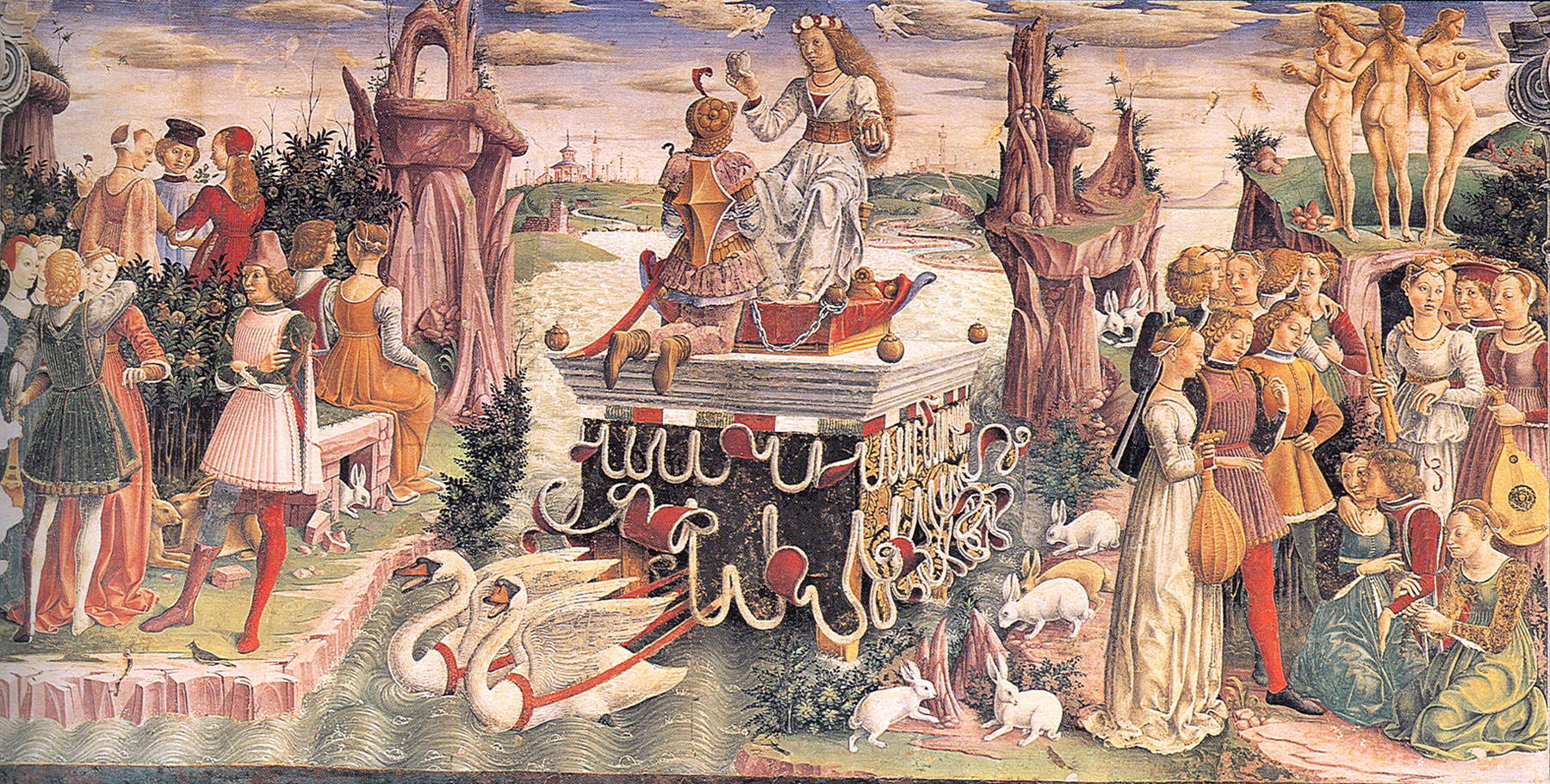
freska, Palazzo Schifanoia, Alegorie dubna, 1470

Alegorie měsíce dubna - Triumf Venuše. Motivem fresky o rozměrech 450 cm x 400 cm je zobrazení vlády bohyně lásky a jara Venuše nad měsícem dubnem. Hudebníci se příslušným způsobem oddávají smyslnosti, v pozadí jsou zobrazeny tři Grácie. Venuše je provázena zajíčky jako symboly jara. Freska se vyznačuje skvělým barevným podáním, dynamicky modelovanými figurami a nenuceným způsobem vylíčení celé scény.
Alegorie měsíce března - Triumf Minervy. Freska o rozměrech 450 cm x 400 cm tvořila uměleckou výzdobu slavnostního sálu paláce Palazzo Schifanoia ve Ferraře - Sala dei Mesi. Celý cyklus je tvořen uměleckým zobrazením astrologických znamení dvanácti měsíců. Horní pole fresky ukazuje vítězství Minervy, bohyně tkalců a soudců. Pod ním jsou zobrazena znamení zvěrokruhu a hvězdní démoni. V dolní části fresky jsou zobrazeny typické činnosti prováděné na vévodském dvoře v jednotlivých měsících.

## Ukázka prací

Francesco del Cossa
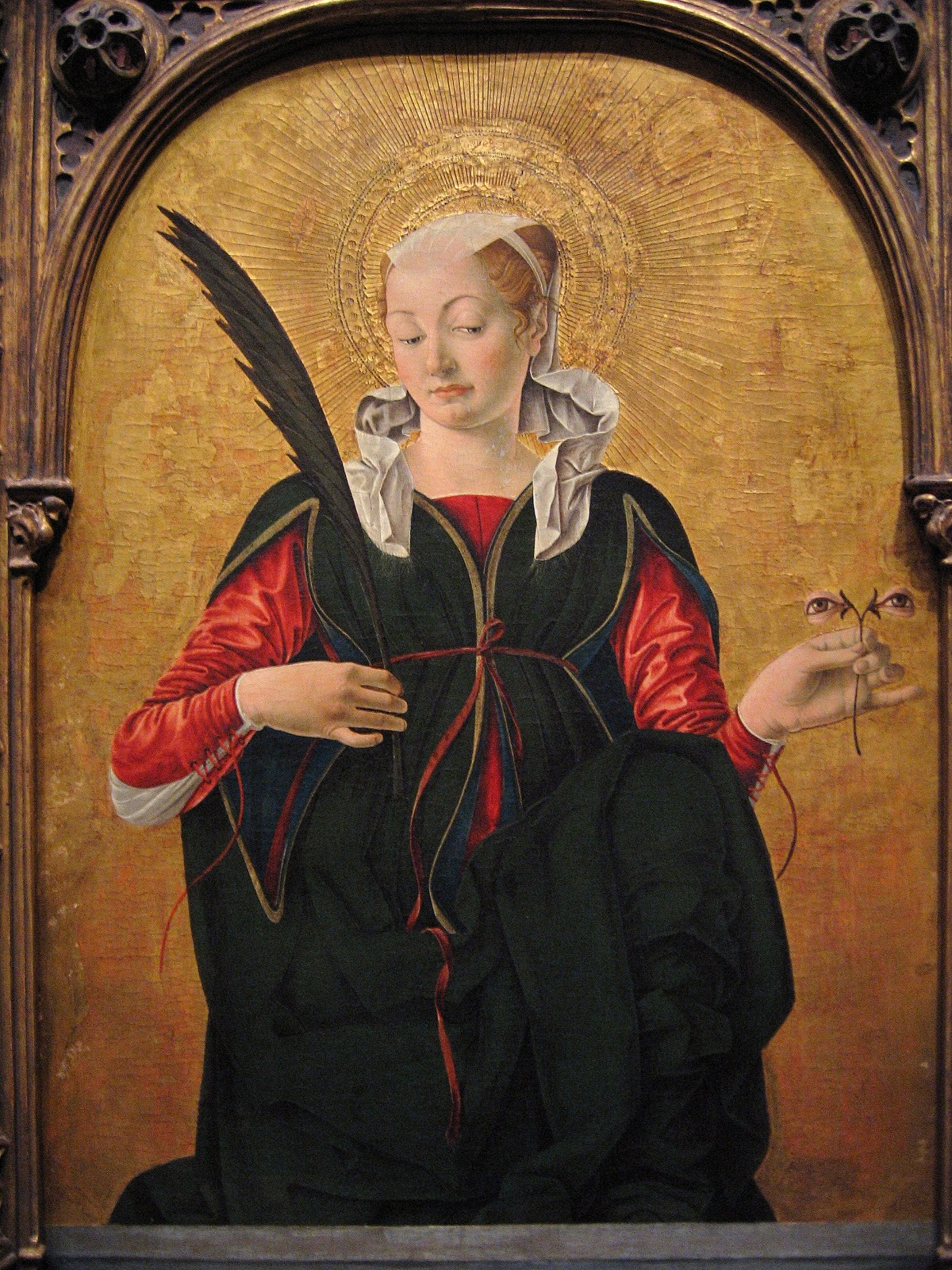
Svatá Lucie, olej a tempera na panelu, po roce 1470
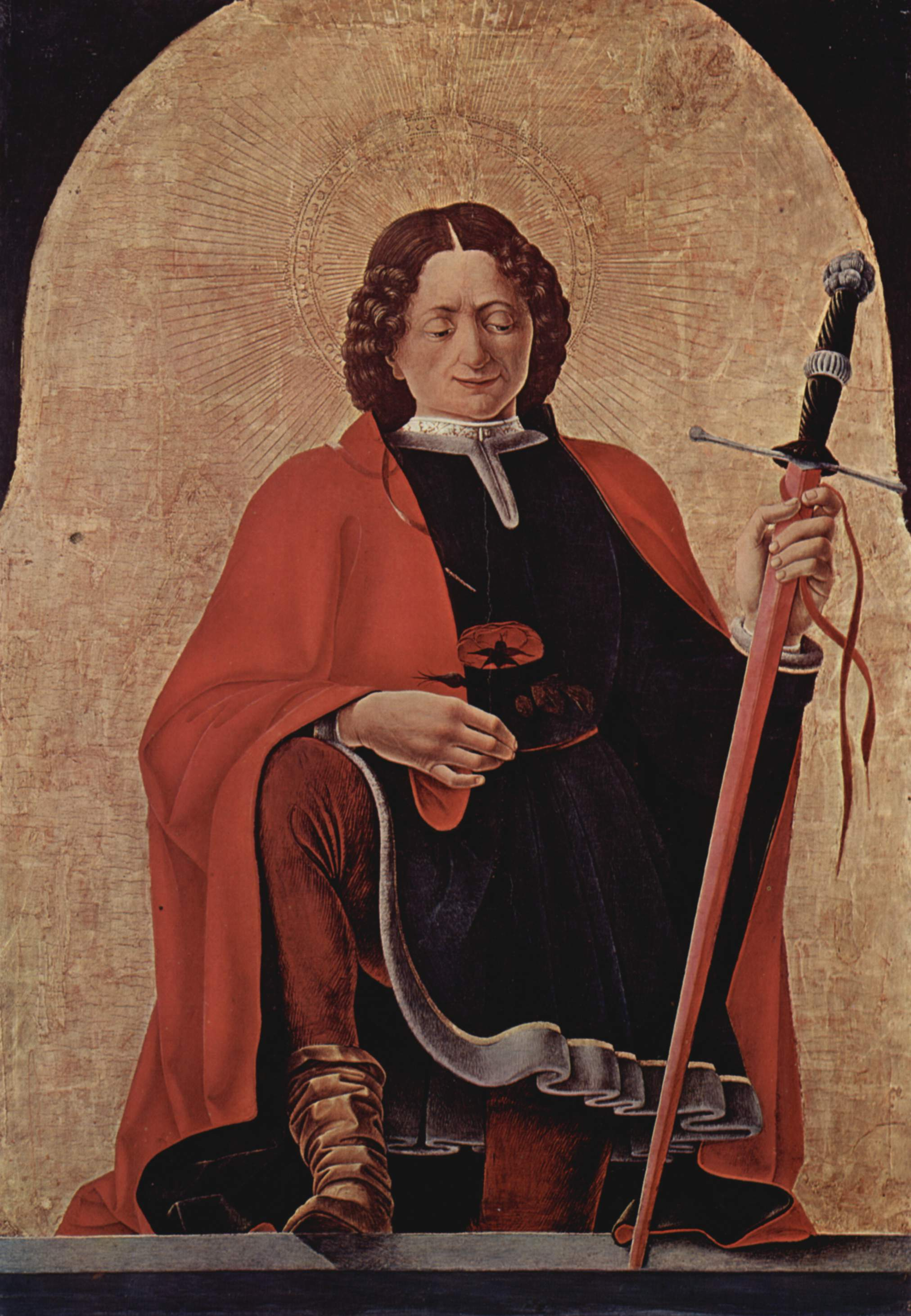
Svatý Florián, olej na dřevě, 1473
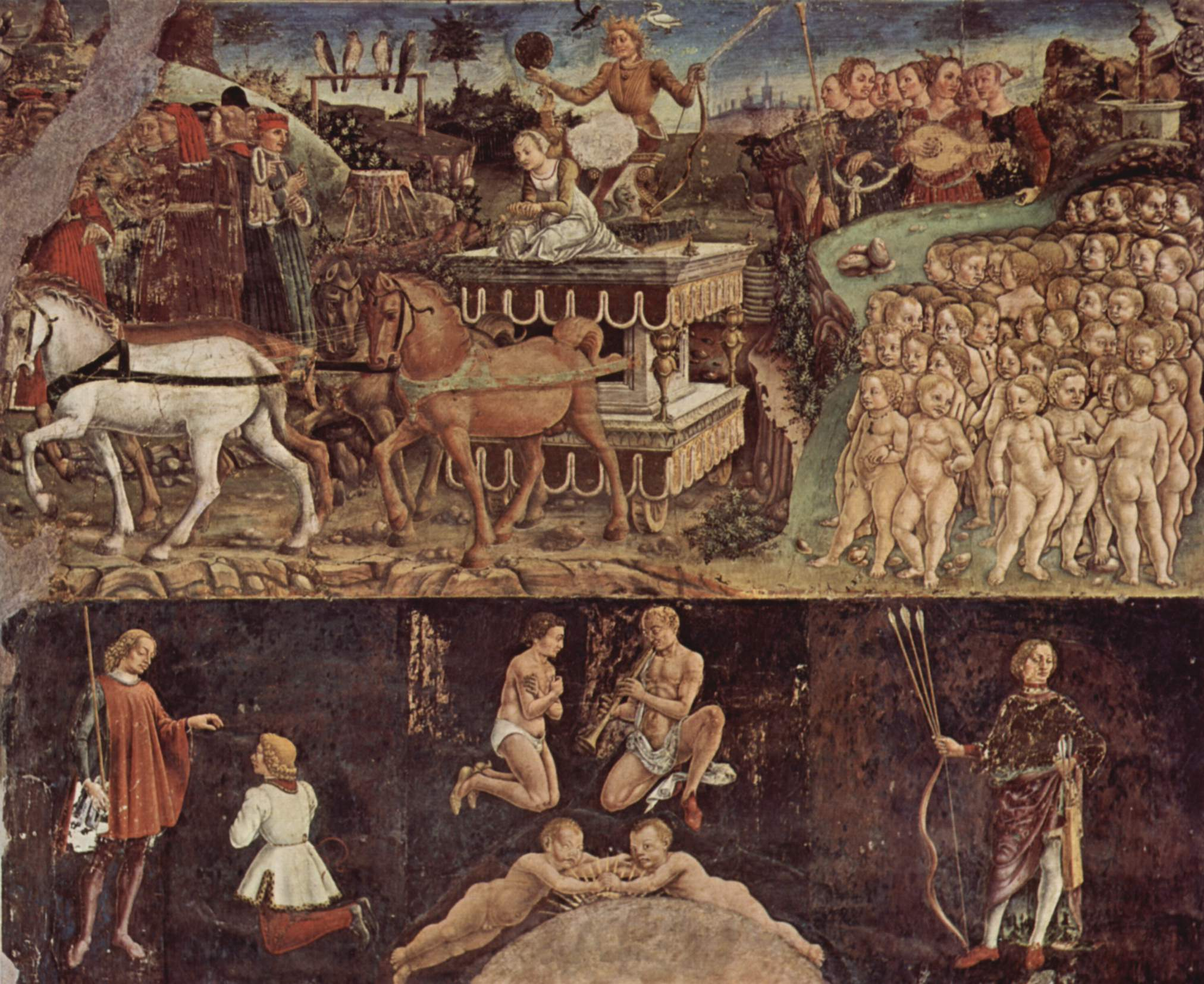
freska, Palazzo Schifanoia (Ferrara), 1469–1470
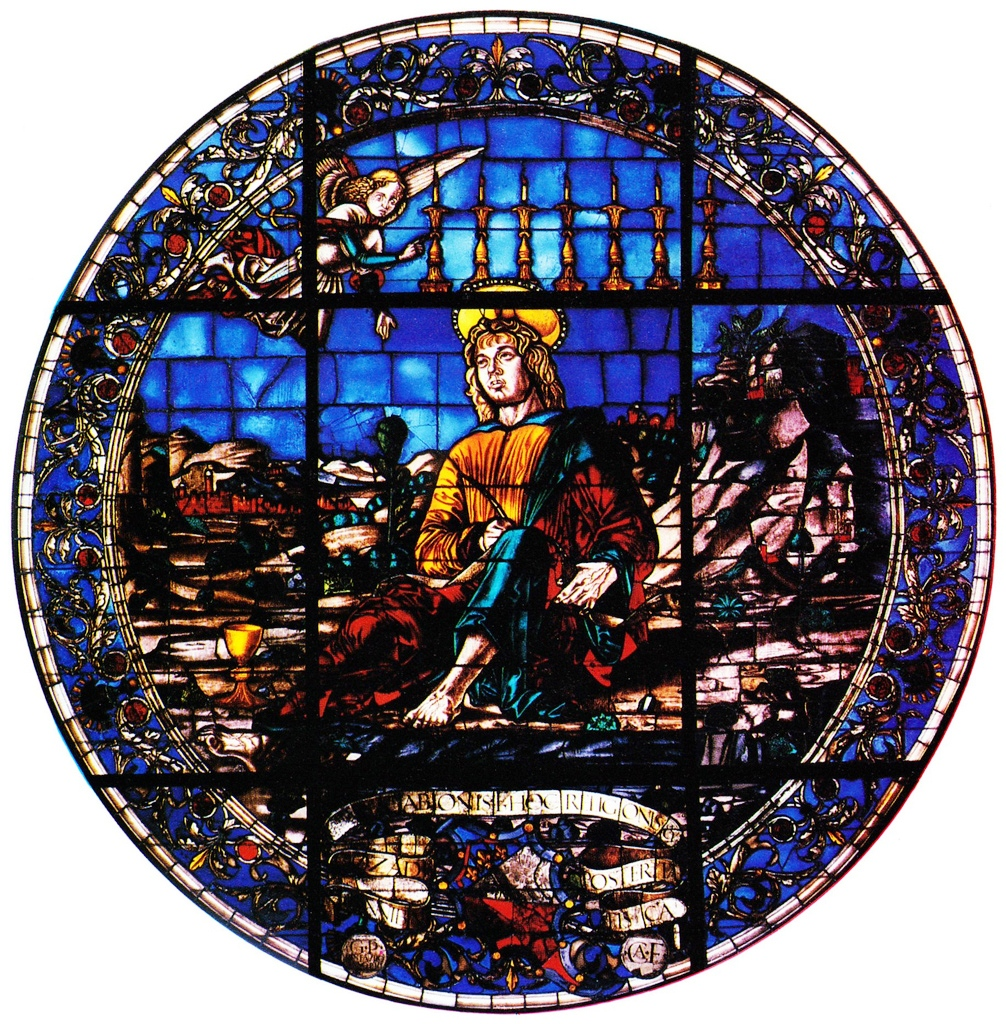
vitráž Sv. Jan z Pathmosu, vchod do kostela San Giovanni in Monte v Bologni
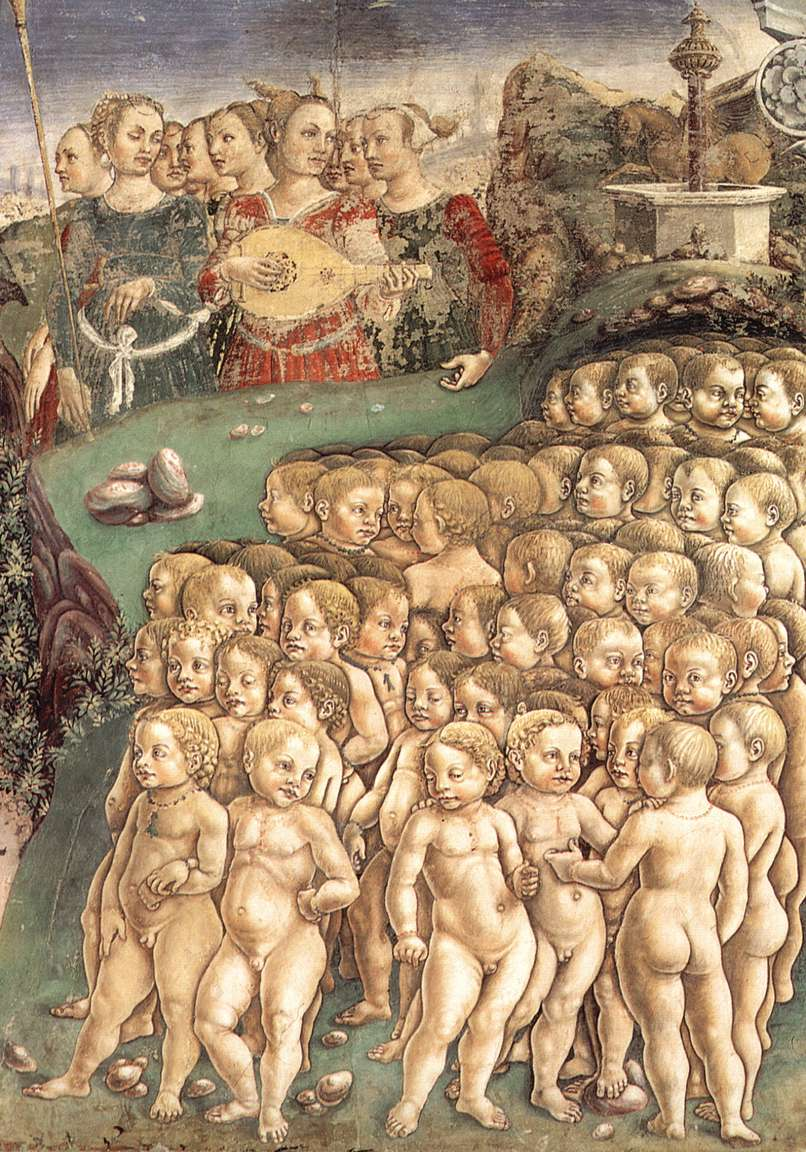
freska, Palazzo Schifanoia (Ferrara)Alegorie května- Triumf Apolla, (detail),mezi 1476 a 1484

## Významná díla
- Oltář Griffoniů, střední deska, 1473, The National Gallery, Londýn
- Alegorie podzimu, 1475, Gemäldegalerie SMPK, Berlín[1]